# Cinemateca Robert Lynen
A Cinemateca Robert-Lynen é a cinemateca mais antiga da França, criada em 1926 pela cidade de Paris sob o nome de Cinémathèque scolaire da cidade de Paris.
Está localizado na 11, rue Jacques-Bingen, no 17º arrondissement, desde 1948, em uma bela mansão.

## História
A Cinemateca Robert Lynen foi criada em 1926 pelo Conselho de Paris.
Em 1948, mudou-se para a rue Jacques-Bingen, em uma mansão particular, um presente do colecionador argentino Charles-Vincent Ocampo para a cidade. Este hotel foi construído em 1893 pelo arquiteto Édouard Dailly para Madame Aubernon, que tinha um salão de renome lá.
Em 1948, a cinemateca também abrigava um clube de cinema que reunia até 550 membros.
Foi dado o nome de ator Robert Lynen (1920-1944) em 1968.

## Missão
Suas missões são:
- mostrar os filmes para creches e escolas primárias através de um sistema de empréstimos;
- organizar exibições para escolas na cidade de Paris e centros de lazer em uma rede de várias salas parceiras;
- distribuir os filmes para creches e escolas primárias na cidade de Paris (7.000 filmes exibidos a cada ano em mais de 122 estabelecimentos);
- capacitar professores, animadores de centros de lazer na leitura de filmes, a história do cinema e da fotografia desde 1991;
- liderar aulas culturais e oficinas de cinema e fotografia;
- preservar documentos cinematográficos (3.800 curtas-metragens, incluindo 400 filmes científicos, técnicas artísticas e descobertas de outros países feitas a partir de 1910);

manter os documentos fotográficos, as vistas em vidro e mais de 10.000 negativos antigos em Paris e 3.250 placas aborígenes da coleção Jules Gervais-Courtellemont.
Também possui uma sala de projeção, instalada no início da década de 1950, capaz de acomodar uma audiência limitada desde 1992, até que o trabalho de conformidade seja realizado  

## Site oficial
http://www.cinemathequerobertlynen.paris/